# Copa de Francia de Fútbol 2017-18
La Copa de Francia 2017-18 fue la edición 101 del más prestigioso torneo del fútbol francés. El campeón accederá a la fase de grupos de la Liga Europa de la UEFA 2018-19, salvo que se haya clasificado para la Liga de Campeones vía la Ligue 1, en cuyo caso dicho cupo para la Liga Europa pasará al quinto clasificado de la Liga. 
El sistema de juego el mismo que en los años anteriores: participan los equipos de fútbol asociados a la Federación Francesa de Fútbol, compitiendo a partido único en diferentes rondas en función de su categoría.

## Rondas previas
Las seis primeras rondas, donde participan equipos desde los equipos más modestos, hasta los equipos del Championnat National, que entran en la quinta ronda. También participan equipos de estos territorios de ultramar franceses:
- Guadalupe
- Reunión
- Martinica
- Guayana Francesa
- Polinesia Francesa
- Nueva Caledonia
- Mayotte

De los primeros 4 territorios de ultramar mencionados, clasifican 2 a séptima ronda, de los demás, solo uno. En la séptima ronda también clasifican los equipos de tercera o menor categoría clasificados de la sexta ronda, y entran todos los equipos de la Ligue 2.
En octava ronda, pasan todos los ganadores de séptima ronda. De los 11 equipos de ultramar en séptima ronda, clasificaron solo 2. El ASE Matoury de Guayana Francesa venció por penaltis al US Avranches de tercera categoría, y el AS Excelsior de Reunión, venció 1-3 de visitante al Feignies Aulnoye FC, por lo que en octava ronda jugaría de local. Ambos perdieron en octava ronda, el Matoury perdió 2-1 ante el AC Houilles de octava categoría, y el Excelsior perdió ante Le Mans FC de cuarta categoría. 
Los equipos de la Ligue 2 US Quevilly-Rouen, Le Havre Athletic Club, US Orléans y Clermont Foot Auvergne fueron eliminados en séptima ronda, mientras que AC Ajaccio, Stade Brestois 29, Stade de Reims y Paris Football Club fueron eliminados en octava ronda, todos estos equipos fueron eliminados por equipos de menor categoría, a excepción del Reims que perdió ante el Racing Club de Lens de su misma categoría. Todos los demás equipos de Ligue 2 clasificaron a la fase final (eliminatoria de 64). 

## Datos y récords del torneo
En la fase final, que comienza con la eliminatoria de 64 ya entran los equipos de la Ligue 1, aunque hay equipos de octava categoría en esta ronda: el FC Still 1930 que perdió 0-1 ante ESTAC Troyes de la Ligue 1 y el AC Houilles que perdió 0-3 ante US Concarneau de tercera categoría. 
En la eliminatoria de 32, hubo 3 equipos de quinta categoría, los de menor categoría en esa fase, dos de ellos perdieron por penaltis (Canet-en-Roussillon ante SM Caen de la Ligue 1 y ASC Biesheim ante Grenoble Foot 38 de tercera categoría), y el Saint-Ló Manche perdió 1-2 ante Les Herbiers VF de tercera categoría. El equipo de menor categoría en octavos de final fue el Granville de cuarta categoría, alcanzó los octavos tras vencer en ronda de 32 al Concarneau. En octavos perdió 1-0 ante FC Chambly. En esta ronda estuvo la mayor goleada de este torneo, entre el Football Bourg-en-Bresse Péronnas 01 y el Olympique de Marsella, partido que terminó 0-9. En cuartos de final, los equipos de menor categoría fueron Chambly y Les Herbiers, del Championnat National. FC Chambly venció por 1-0 al Racing Club de Estrasburgo y Les Herbiers VF ganó en penaltis al Racing Club de Lens. En semifinales se enfrentarán los dos del Championnat National, eso significa que en la final habrá un equipo de tercera categoría. Finalmente avanzó a la final Les Herbiers tras ganarle 2-0 al Chambly.

## Eliminatoria de 64
| 6 de enero de 2018 | Yzeure                                           | 2-5 | Mónaco                                                         |  |  |
|                    | - Elhadji Malick Seck 28' - Jérémie Hardouin 44' |     | - Guido Carrillo 1' 49' 84' - Stevan Jovetic 39' - Fabinho 54' |  |  |

| 6 de enero de 2018 | Gazélec | 1-2 | Grenoble |  |  |

| 6 de enero de 2018 | Guingamp | 1-0 | Niort |  |  |

| 6 de enero de 2018 | Angouléme | 1-2 | Les Herbiers |  |  |

| 6 de enero de 2018 | Saint-Étienne | 2-0 | Nímes |  |  |

| 6 de enero de 2018 | Chartres | 1-2 | Tours |  |  |

| 6 de enero de 2018 | Saint-Ló Manche | 2-2 (3-2) | FCM Aubervilliers |  |  |

| 6 de enero de 2018 | Hazebrouck | 0-2 | SM Caen |  |  |

| 6 de enero de 2018 | Fabregues | 1-2 | Bourg-Péronnas |  |  |

| 6 de enero de 2018 | AC Houilles | 0-3 | Concarneau |  |  |

| 6 de enero de 2018 | Saint-Malo | 1-2 | Cháteauroux |  |  |

| 6 de enero de 2018 | US Colomiers | 1-1 (4-2) | Le Puy Foot 43 |  |  |

| 6 de enero de 2018 | Canet | 3-1 | Sud Nivernais |  |  |

| 6 de enero de 2018 | CA Pontartier | 1-1 (2-4) | Montpellier |  |  |

| 6 de enero de 2018 | CO Avallon | 0-2 | Chambly |  |  |

| 6 de enero de 2018 | SC Schiltigheim | 1-5 | Auxerre |  |  |

| 6 de enero de 2018 | Nancy | 2-3 | Lyon |  |  |

| 7 de enero de 2018 | Estrasburgo | 3-2 | Dijon |  |  |

| 7 de enero de 2018 | Marsella | 1-0 | Valenciennes |  |  |

| 7 de enero de 2018 | Saint-Etiénne | 2-0 | Nímes |  |  |

| 7 de enero de 2018 | Angers | 0-2 | Lorient |  |  |

| 7 de enero de 2018 | Granville | 2-1 | Bordeaux |  |  |

| 7 de enero de 2018 | Fleury 91 | 0-1 | Biesheim |  |  |

| 7 de enero de 2018 | Senlis | 0-4 | Nantes |  |  |

| 7 de enero de 2018 | Still | 0-1 | Troyes |  |  |

| 7 de enero de 2018 | L'Entente SSG | 1-2 | SAS Épinal |  |  |

| 7 de enero de 2018 | USL Dunkerque | 2-4 | Metz |  |  |

| 7 de enero de 2018 | Vannes OC | 1-1 (3-5) | Stade Briochin |  |  |

| 7 de enero de 2018 | Sochaux | 6-0 | Amiens SC |  |  |
|                    | - Jean Ruiz 24' - Yakou Méite 30' - Aldo Kalulu 36' - Thomas Robinet 60' - Florin Berenguer 82' - Sofiane Daham 89' |     |           |  |  |

| 7 de enero de 2018 | Stade Rennais             | 1-6 | París Saint-Germain                                              |  |  |
|                    | - Benjamin Bourigeaud 66' |     | - Kylian Mbappé 9' 76' - Neymar 17' 43' - Ángel Di María 24' 74' |  |  |

| 8 de enero de 2018 | Lens | 3-2 | Boulogne |  |  |

## Eliminatoria de 32
| 23 de enero de 2018 | US Colomiers | 1-2 | Sochaux |  |  |

| 23 de enero de 2018 | Nantes | 3-4 | Auxerre |  |  |

| 23 de enero de 2018 | Bourg-Péronnas | 2-0 | Toulouse |  |  |

| 23 de enero de 2018 | Stade Briochin | 0-1 | Lens |  |  |

| 23 de enero de 2018 | Canet | 1-1 (3-4) | SM Caen |  |  |

| 23 de enero de 2018 | Cháteauroux | 1-1 (3-4) | Chambly |  |  |

| 23 de enero de 2018 | Granville | 3-2 | Concarneau |  |  |

| 23 de enero de 2018 | SAS Épinal | 0-2 | Marsella |  |  |

| 24 de enero de 2018 | París Saint-Germain                                                   | 4-2 | Guingamp                                |  |  |
|                     | - Adrien Rabiot 21' - Lucas 25' - Javier Pastore 64' - Marquinhos 89' |     | - Marcus Thuram 33' - Yeni Ngbakoto 75' |  |  |

| 24 de enero de 2018 | Saint-Ló Manche | 1-2 | Les Herbiers |  |  |

| 24 de enero de 2018 | Biesheim | 2-2 (0-3) | Grenoble |  |  |

| 24 de enero de 2018 | Troyes | 1-1 (4-3) | Saint-Étienne |  |  |

| 24 de enero de 2018 | Tours | 0-0 (1-2) | Metz |  |  |

| 24 de enero de 2018 | Montpellier | 4-3 | Lorient |  |  |

| 24 de enero de 2018 | Mónaco                                  | 2-3 | Lyon                                                          |  |  |
|                     | - Stevan Jovetic 13' - Marcos Lopes 71' |     | - Bertrand Traoré 21' - Djibril Sidibé 26' - Mariano Díaz 55' |  |  |

| 25 de enero de 2018 | Strasbourg | 2-1 | Lille |  |  |

## Octavos de final
| 6 de febrero de 2018 | Auxerre | 0-3 | Les Herbiers VF                                                    |  |  |
|                      |         |     | - Kévin Rocheteau 45' - Ambroise Gboho 64' - Sébastien Flochon 78' |  |  |

| 6 de febrero de 2018 | FC Bourg-Péronnas | 0-9 | Olympique de Marsella |  |  |
|                      |                   |     | - Luiz Gustavo 10' - Dimitri Payet 13' - Lucas Ocampos 16' 48' 71' - Konstantinos Mitroglou 20' 40' 81' - Clinton N'Jie 89' |  |  |

| 6 de febrero de 2018 | Sochaux              | 1-4 | París Saint-Germain                                                |  |  |
|                      | - Florian Martin 13' |     | - Ángel Di María 1' 58' 62' - Edinson Cavani 27' - Kevin Trapp 90' |  |  |

| 7 de febrero de 2018 | FC Chambly             | 1-0 | US Granville |  |  |
|                      | - Lassana Doucouré 50' |     |              |  |  |

| 7 de febrero de 2018 | Lens                 | 1-0 | Troyes |  |  |
|                      | - Cristian López 70' |     |        |  |  |

| 7 de febrero de 2018 | Metz                                   | 2-2 (2-3) | SM Caen                                                        |  |  |
|                      | - Ibrahima Niane 85' - Nolan Roux 108' |           | - Timo Stavitski 51' - Hervé Basile 84' - Ismael Diomandé 114' |  |  |

| 7 de febrero de 2018 | Montpellier HSC      | 1-2 | Olympique de Lyon                     |  |  |
|                      | - Jonathan Ikoné 22' |     | - Maxwel Cornet 13' - Nabil Fekir 27' |  |  |

| 8 de febrero de 2018 | Grenoble | 0-3 | Strasbourg                                                            |  |  |
|                      |          |     | - Stéphane Bahoken 32' - Martin Terrier 78' - Anthony Gonçalves 90+2' |  |  |

## Cuartos de final
| 27 de febrero de 2018 | Les Herbiers VF                                                                        | 0-0 (t. s.)(0-0 t. s.)(4-2 p.) | Lens                                                                 |  |  |
|                       |                                                                                        | Tiros desde el punto penal     |                                                                      |  |  |
|                       | - Romuald Marie - Kévin Rocheteau - Quentin Bonnet - Florian David - Sébastien Flochon |                                | - Cristian López - Alex Gersbach - Souleymane Diarra - Walid Mesloub |  |  |

| 28 de febrero de 2018 | FC Chambly           | 1-0 | Strasbourg |  |  |
|                       | Lassana Doucouré 83' |     |            |  |  |

| 28 de febrero de 2018 | París Saint-Germain                             | 3-0 | Olympique de Marsella |  |  |
|                       | - Ángel Di María 45+1' 48' - Edinson Cavani 81' |     |                       |  |  |

| 1 de marzo de 2018 | SM Caen               | 1-0 | Olympique de Lyon |  |  |
|                    | - Ismael Diomandé 77' |     |                   |  |  |

## Semifinales
| 17 de abril de 2018 | Les Herbiers VF                          | 2-0 | FC Chambly |  |  |
|                     | - Florian David 28' - Ambroise Gboho 80' |     |            |  |  |

| 18 de abril de 2018 | SM Caen               | 1-3 | París Saint-Germain                                              |  |  |
|                     | - Ismael Diomandé 43' |     | - Kylian Mbappé 25' - Kylian Mbappé 81' - Christohper Nkunku 90' |  |  |

## Final
| 8 de mayo de 2018 | Les Herbiers VF | 0-2 | París Saint-Germain                        | Stade de France, Saint-Denis |                           |
|                   |                 |     | - Giovani Lo Celso 26' - Edison Cavani 74' | Árbitro(s): Mikael Lesage    | Árbitro(s): Mikael Lesage |

| Bandera de Isla de Francia  |
| Campeón Paris Saint-Germain |
| 12° título                  |